# Vangueriella campylacantha
Vangueriella campylacantha là một loài thực vật có hoa trong họ Thiến thảo. Loài này được (Mildbr.) Verdc. miêu tả khoa học đầu tiên năm 1987.